# The Turn of the Wheel (film 1916)
The Turn of the Wheel è un cortometraggio muto del 1916 diretto da Rupert Julian.

## Trama
Una giovane donna, dopo che suo padre ha scialacquato tutto il patrimonio di famiglia, deve guadagnarsi da vivere con i proventi del suo lavoro di pittrice. Sfuggirà a una difficile situazione che la vede vittima delle voglie dell'uomo che ha rovinato suo padre con l'aiuto del suo innamorato.

## Produzione
Il film fu prodotto dalla Paragon Films negli studi della Crown City Film Manufacturing Company, a Pasadena.

## Distribuzione
Distribuito dalla Mutual, il film - un cortometraggio in due bobine - uscì nelle sale cinematografiche statunitensi il 13 novembre 1916.